# Корпородез
Корпороде́з (лат. corporo-«внедрять в плоть» + греч. desis-«связывание») — это передний спондилодез с внедрением костных трансплантатов в созданные пазы тел позвонков, блокирование тел смежных позвонков.

## Применение метода
Метод корпородеза применяется для оперативного лечения травм, дегенеративных заболеваний позвоночника, таких как стеноз позвоночного канала, деформации позвоночного столба, опухоли первичные и вторичные.
Показаниями к применению этого метода являются:
- Необходимость установки большего трансплантата, чем при операции с задним доступом. Например, для лучшей стабилизации позвоночника в дальнейшем.
- Необходимость не затрагивать нервы и мышцы с дорсальным расположением при внедрении трансплантата.

## Процесс осуществления
При операции производится доступ непосредственно к телам позвонков. На вершине дуги деформации происходит полное удаление межпозвонкового диска (дискэктомия). Далее формируются два стержня из костных трансплантатов, помещённых в созданные каналы позвоночника в краниальном и каудальном направлениях с перекрытием по длине и со смещением относительно друг друга. Таким образом, на верхние и нижние позвонки приходится по стержню-трансплантату. Затем хирург помещает аутотрансплантат-собственную костную ткань больного между позвонковыми дисками. Если ограничение подвижности требуется только в одном сегменте позвоночного столба, то в смежных позвонках формируется ниша, в которую помещается аутотрансплантат. Альтернативой аутотрансплантату может послужить аллотрансплантат-специально обработанная костная ткань, взятая из трупа.

## Риски
Хоть и процент успешного сращения позвонков достаточно велик (90-95 %), возможными осложнениями являются несращение позвонков(больше встречается у пациентов, страдающих ожирением, перенесших лучевую терапию и операции на позвоночнике ранее, имеющих сложные деформации и многоуровневый спондилодез), образование ложного сустава, кровотечение и инфицирование (1-3 % случаев). Может сохраниться болевой синдром.